# A magyar nép művészete
A magyar nép művészete, közkeletű nevén „A Malonyay” egy 20. század elején megjelent nagy terjedelmű magyar nyelvű néprajzi–művészettörténeti mű. 

## Története
A magyar nép művészete a néprajztudomány egyik nagy terjedelmű szintézisének számít. A sorozat célja az volt, hogy lehetőleg a teljesség igényével bemutassa a magyar népművészetet. A köteteket 1907-től jelentek meg Malonyai Dezső (1866–1916) neves szépíró-művészettörténész szerkesztésében. 1912-ig négy vaskos kötet jelent meg, ekkor azonban a sorozat abbamaradt. 1916-ban Malonyai elhunyt, ám ennek ellenére 1922-ben egy ötödik kötet is napvilágot látott, de tovább nem folytatódott. A megjelent öt kötet ennek ellenére tekintélyes néprajzi anyagot gyűjtött össze, terjedelmük összességében 1602 nyomtatott oldal.

## Kiállítás
A sorozat aranyozott, díszes, szecessziós vászonkötésben jelent meg. A kiadó számos színes és fekete-fehér ábrával látta el, így bizonyos szempontból a korszak többi díszművének sorába helyezhető.
A sorozatnak létezett egy ritkább, zöld vászonkötéses változata, amelyet stilizált aranyozott növényi motívumok díszítenek.

## Újabb kiadások
A sorozat értékét mutatja, hogy 1984 és 1987 között a Helikon Kiadó gondozásában fakszimile kiadásban ismét megjelentették, külön védőtokokkal. Kósa László Malonyay és >A magyar nép művészete< címen kísérőfüzetet is csatolt az új kiadáshoz.
Hasonló címmel a képanyagból Kósa László készített egy kisebb válogatást (Malonyay és >A magyar nép művészete< Válogatás a Helikon Kiadó gondozásában 1984-ben meginduló ötkötetes hasonmás kiadás képeiből, Kner Nyomda, Budapest, 1984).
Elektronikusan (HTML-formátumban) a Magyar Elektronikus Könyvtár tette közzé. Az első két kötet az Internet Archive honlapján is elérhető PDF változatban: I. kötet, II. kötet.

## Munkatársak
A sorozat köteteinek megírásában a következő személyek vettek részt: Malonyai Dezső, Árkosi Ferenczi Kálmán, Balázs Márton, Csehély Adolf, Groó István, Juhász Árpád, Körösfői (Kriesch) Aladár, Medgyaszay István, Rózsa Miklós, Sági János, Ács Lipót, Mihalik Gyula.

## Kötetbeosztás
Az egyes kötetek a következők voltak:
| Kötetszám | Kötetcím                                                             | Kiadási év | Fakszimile kiadási év | Oldalszám |
| --------- | -------------------------------------------------------------------- | ---------- | --------------------- | --------- |
| I.        | A kalotaszegi magyar nép művészete                                   | 1907       | 1984                  | 286       |
| II.       | A székelyföldi, a csángó és a torockói magyar nép művészete          | 1909       | 1985                  | 319       |
| III.      | A balatonvidéki magyar pásztornép művészete                          | 1911       | 1985                  | 304       |
| IV.       | A dunántúli magyar nép művészete (Veszprém, Zala, Somogy, Tolna)     | 1912       | 1986                  | 370       |
| V.        | Hont, Nógrád, Heves, Gömör, Borsod magyar népe – A palócok művészete | 1922       | 1987                  | 333       |